# روبنسون أو. إيفرت
روبنسون أو. إيفرت (بالإنجليزية: Robinson O. Everett)‏ هو قاضي ومحامي أمريكي، ولد في 18 مارس 1928، وتوفي في 12 يونيو 2009.